# Kenichi Shimokawa
Kenichi Shimokawa (下川 健一, Shimokawa Kenichi, Gifu, 14 mei 1970) is een Japans voormalig voetballer die als doelman speelde.

## Carrière
Kenichi Shimokawa speelde tussen 1989 en 2006 voor JEF United Ichihara en Yokohama F. Marinos.

## Japans voetbalelftal
Kenichi Shimokawa debuteerde in 1995 in het Japans nationaal elftal en speelde 9 interlands.

## Statistieken
| Japans voetbalelftal | Japans voetbalelftal | Japans voetbalelftal |
| Jaar                 | Wed.                 | Dlp.                 |
| -------------------- | -------------------- | -------------------- |
| 1995                 | 1                    | 0                    |
| 1996                 | 7                    | 0                    |
| 1997                 | 1                    | 0                    |
| Totaal               | 9                    | 0                    |